# 1241
Il 1241 (MCCXLI in numeri romani) è un anno  del XIII secolo.

## Eventi
- L'imperatore Federico II di Svevia autorizza le dissezioni anatomiche umane.
- 9 aprile - battaglia di Legnica dove i Cavalieri Teutonici vennero sconfitti dai mongoli in Slesia.
- 11 aprile - battaglia di Mohi, fu la più importante battaglia fra truppe Mongole e il Regno d'Ungheria, durante l'invasione Mongola dell'Est Europa.
- 3 maggio - battaglia dell'isola del Giglio, vinta dai ghibellini, in cui vennero catturati molti prelati guelfi.
- 11 dicembre - Muore Ögödei Khan, condottiero mongolo e poi 2ª Gran Khan

## Nati
- 4 settembre - Alessandro III di Scozia, re († 1286)
- 1º dicembre - Margherita di Sicilia, principessa († 1270)
- Gregorio Ciprio, arcivescovo ortodosso e teologo bizantino († 1290)
- Isabella d'Ibelin, regina cipriota († 1324)
- Leszek II di Polonia, principe polacco († 1288)
- Vasilij I Jaroslavič, principe († 1276)
- Ferdinando d'Aragona, nobile spagnolo († 1275)
- Eleonora di Castiglia, regina († 1290)
- Sofia di Danimarca, regina danese († 1286)

## Morti
- 3 gennaio - Ermanno II di Turingia, nobile tedesco (n. 1222)
- 6 gennaio - Pagano della Torre, nobile italiano
- 28 marzo - Valdemaro II di Danimarca, re danese (n. 1170)
- 28 marzo - Guglielmo I da Rizolio, arcivescovo cattolico italiano
- 7 aprile - Ermanno Giuseppe di Colonia, religioso tedesco
- 9 aprile - Enrico II il Pio, nobile polacco
- 26 maggio - Ruggero Bernardo II di Foix, conte
- 6 giugno - Hawise di Chester, nobile britannica (n. 1180)
- 27 giugno - Gilbert Marshal, IV conte di Pembroke, nobile inglese (n. 1194)
- 10 luglio - Bernardo di Quintavalle, religioso italiano
- 10 agosto - Eleonora di Bretagna, nobile britannica
- 22 agosto - Papa Gregorio IX, papa, vescovo cattolico e cardinale italiano
- 23 agosto - Berenguer de Palou II, vescovo cattolico spagnolo
- 9 settembre - Tancredo Tancredi, missionario italiano (n. 1185)
- 23 settembre - Snorri Sturluson, storico, poeta e politico islandese (n. 1179)
- 26 settembre - Fujiwara no Teika, poeta giapponese (n. 1162)
- 26 settembre - Robert Somercotes, cardinale inglese
- 10 novembre - Papa Celestino IV, papa, cardinale e vescovo cattolico italiano
- 1º dicembre - Isabella d'Inghilterra (n. 1214)
- 11 dicembre - Ögödei Khan, condottiero mongolo (n. 1186)
- Amalrico VI di Montfort, nobile francese (n. 1192)
- Baliano I de Grenier, nobile
- Benigna di Breslavia, monaca cristiana polacca
- Colomanno di Galizia, nobile ungherese (n. 1208)
- Geroldo di Colonia, santo tedesco
- Ivan Asen II, imperatore bulgaro
- Maria d'Avesnes, contessa di Blois, contessa
- Bonconte I da Montefeltro, condottiero italiano (n. 1170)
- Narjot de Toucy, nobile francese
- Nicola Szák, nobile ungherese
- Pietro II di Arborea, sovrano
- Raimondo Folch IV de Cardona, nobile
- Gherardo Rangoni, politico italiano
- Stefano III di Auxonne, nobile (n. 1172)
- Walter de Lacy, signore di Meath, nobile britannico
- Sancha d'Aragona, principessa spagnola (n. 1186)

## Calendario
| Calendario 1241 | Calendario 1241 | Calendario 1241 | Calendario 1241 | Calendario 1241 | Calendario 1241 | Calendario 1241 | Calendario 1241 | Calendario 1241 | Calendario 1241 | Calendario 1241 | Calendario 1241 | Calendario 1241 | Calendario 1241 | Calendario 1241 | Calendario 1241 | Calendario 1241 | Calendario 1241 | Calendario 1241 | Calendario 1241 | Calendario 1241 | Calendario 1241 | Calendario 1241 | Calendario 1241 | Calendario 1241 | Calendario 1241 | Calendario 1241 | Calendario 1241 | Calendario 1241 | Calendario 1241 | Calendario 1241 | Calendario 1241 | Calendario 1241 |
| --------------- | --------------- | --------------- | --------------- | --------------- | --------------- | --------------- | --------------- | --------------- | --------------- | --------------- | --------------- | --------------- | --------------- | --------------- | --------------- | --------------- | --------------- | --------------- | --------------- | --------------- | --------------- | --------------- | --------------- | --------------- | --------------- | --------------- | --------------- | --------------- | --------------- | --------------- | --------------- | --------------- |
|                 | 1               | 2               | 3               | 4               | 5               | 6               | 7               | 8               | 9               | 10              | 11              | 12              | 13              | 14              | 15              | 16              | 17              | 18              | 19              | 20              | 21              | 22              | 23              | 24              | 25              | 26              | 27              | 28              | 29              | 30              | 31              |                 |
| Gennaio         | Ma              | Me              | Gi              | Ve              | Sa              | Do              | Lu              | Ma              | Me              | Gi              | Ve              | Sa              | Do              | Lu              | Ma              | Me              | Gi              | Ve              | Sa              | Do              | Lu              | Ma              | Me              | Gi              | Ve              | Sa              | Do              | Lu              | Ma              | Me              | Gi              |                 |
| Febbraio        | Ve              | Sa              | Do              | Lu              | Ma              | Me              | Gi              | Ve              | Sa              | Do              | Lu              | Ma              | Me              | Gi              | Ve              | Sa              | Do              | Lu              | Ma              | Me              | Gi              | Ve              | Sa              | Do              | Lu              | Ma              | Me              | Gi              |                 |                 |                 |                 |
| Marzo           | Ve              | Sa              | Do              | Lu              | Ma              | Me              | Gi              | Ve              | Sa              | Do              | Lu              | Ma              | Me              | Gi              | Ve              | Sa              | Do              | Lu              | Ma              | Me              | Gi              | Ve              | Sa              | Do              | Lu              | Ma              | Me              | Gi              | Ve              | Sa              | Do              |                 |
| Aprile          | Lu              | Ma              | Me              | Gi              | Ve              | Sa              | Do              | Lu              | Ma              | Me              | Gi              | Ve              | Sa              | Do              | Lu              | Ma              | Me              | Gi              | Ve              | Sa              | Do              | Lu              | Ma              | Me              | Gi              | Ve              | Sa              | Do              | Lu              | Ma              |                 |                 |
| Maggio          | Me              | Gi              | Ve              | Sa              | Do              | Lu              | Ma              | Me              | Gi              | Ve              | Sa              | Do              | Lu              | Ma              | Me              | Gi              | Ve              | Sa              | Do              | Lu              | Ma              | Me              | Gi              | Ve              | Sa              | Do              | Lu              | Ma              | Me              | Gi              | Ve              |                 |
| Giugno          | Sa              | Do              | Lu              | Ma              | Me              | Gi              | Ve              | Sa              | Do              | Lu              | Ma              | Me              | Gi              | Ve              | Sa              | Do              | Lu              | Ma              | Me              | Gi              | Ve              | Sa              | Do              | Lu              | Ma              | Me              | Gi              | Ve              | Sa              | Do              |                 |                 |
| Luglio          | Lu              | Ma              | Me              | Gi              | Ve              | Sa              | Do              | Lu              | Ma              | Me              | Gi              | Ve              | Sa              | Do              | Lu              | Ma              | Me              | Gi              | Ve              | Sa              | Do              | Lu              | Ma              | Me              | Gi              | Ve              | Sa              | Do              | Lu              | Ma              | Me              |                 |
| Agosto          | Gi              | Ve              | Sa              | Do              | Lu              | Ma              | Me              | Gi              | Ve              | Sa              | Do              | Lu              | Ma              | Me              | Gi              | Ve              | Sa              | Do              | Lu              | Ma              | Me              | Gi              | Ve              | Sa              | Do              | Lu              | Ma              | Me              | Gi              | Ve              | Sa              |                 |
| Settembre       | Do              | Lu              | Ma              | Me              | Gi              | Ve              | Sa              | Do              | Lu              | Ma              | Me              | Gi              | Ve              | Sa              | Do              | Lu              | Ma              | Me              | Gi              | Ve              | Sa              | Do              | Lu              | Ma              | Me              | Gi              | Ve              | Sa              | Do              | Lu              |                 |                 |
| Ottobre         | Ma              | Me              | Gi              | Ve              | Sa              | Do              | Lu              | Ma              | Me              | Gi              | Ve              | Sa              | Do              | Lu              | Ma              | Me              | Gi              | Ve              | Sa              | Do              | Lu              | Ma              | Me              | Gi              | Ve              | Sa              | Do              | Lu              | Ma              | Me              | Gi              |                 |
| Novembre        | Ve              | Sa              | Do              | Lu              | Ma              | Me              | Gi              | Ve              | Sa              | Do              | Lu              | Ma              | Me              | Gi              | Ve              | Sa              | Do              | Lu              | Ma              | Me              | Gi              | Ve              | Sa              | Do              | Lu              | Ma              | Me              | Gi              | Ve              | Sa              |                 |                 |
| Dicembre        | Do              | Lu              | Ma              | Me              | Gi              | Ve              | Sa              | Do              | Lu              | Ma              | Me              | Gi              | Ve              | Sa              | Do              | Lu              | Ma              | Me              | Gi              | Ve              | Sa              | Do              | Lu              | Ma              | Me              | Gi              | Ve              | Sa              | Do              | Lu              | Ma              |                 |